# Chilliwack (hudební skupina)
Chilliwack je kanadská rocková hudební skupina, která existovala v 70. a 80. letech 20. století. 

Proslavili se třemi největšími hity: "My Girl (Gone, Gone, Gone)", „I Believe“ a „Whatcha Gonna Do“.
Ačkoliv se v USA prosadili pouze těmito třemi hity, v rodné Kanadě jsou hudební legendou.

## Historie
Skupina se původně jmenovala Classics a vznikla v roce 1964 ve Vancouveru, Britské Kolumbii, ale později (1966) si změnili název na Collectors. Jejich první album, The Collectors, bylo „psychedelické“ a první hit z tohoto alba se jmenoval Lydia Purple. Druhé album se jmenovalo Grass and Wild Strawberries.
Když v roce 1970 opustil skupinu zpěvák Howie Vickers, změnila si skupina jméno na Chilliwack, podle města blízko Vancouveru. Sólový kytarista Bill Henderson zpíval většinu písniček a také nejvíce komponoval. Písničky, které nahrávali, se v Kanadě setkávaly s větším či menším úspěchem. Největší singlové hity však byly „Lonesome Mary“, „Crazy Talk“ a „Fly at Night“.
V roce 1978 do skupiny přišli Brian MacLeod (kytara, bicí, klávesy) a Ab Bryant (basa).
Chilliwack dosáhli největších úspěchů s touto sestavou. Singly „My Girl (Gone, Gone, Gone)“ (1981), „I Believe“ (1982), a „Whatcha Gonna Do (When I'm Gone)“ (1982) byly populární jak v Kanadě, tak v USA. V té době byli Chilliwack označováni jako „Kanadská odpověď na Grateful Dead“.
Henderson a MacLeod obdrželi cenu Juno Award jako nejlepší producenti v roce 1982 za album OpusX. MacLeod brzy poté skupinu opustil a Chilliwack nahrávali naposledy v roce 1984. Henderson a Lawrence pokračovali na turné s ostatními hráči až do listopadu 1988. V roce 1989 Bill Henderson odešel ke skupině UHF.

## Sestavy
Před Chilliwack 1964–1966 jako Classics a 1966–1970 jako Collectors.
- Bill Henderson (kytara, zpěv)
- Claire Lawrence (klávesy, saxofon)
- Glenn Miller (basa)
- Ross Turney (bicí)
- Howie Vickers (zpěv)

Sestava roku 1970
- Bill Henderson (zpěv, kytary, piano)
- Glenn Miller (basa, kytara)
- Ross Turney (bicí)
- Clair Lawrence (klávesy, flétna,saxofon, piano)

Sestava roku 1971
- Bill Henderson (zpěv, kytary, piano)
- Ross Turney (bicí)
- Ross Turney (bicí)
- Clair Lawrence (klávesy, flétna, saxofon, piano)

Sestava 1972–1978
- Bill Henderson (zpěv, kytary, syntezátory)
- Glenn Miller (basa, doprovodný zpěv)
- Ross Turney (bici)
- Howard Froese (kytara, doprovodný zpěv, klávesy; přišel v roce 1973)
- Brian Macleod (sólová kytara, zpěv; přišel v roce 1977)

Sestava 1979–1984
- Bill Henderson (zpěv, kytary, syntezátory)
- Brian Macleod (sólová kytara, zpěv)
- Ab Bryant (basa)
- Rick Taylor (bicí; pouze 1979)
- John Roles (kytara; pouze 1979)

## Diskografie

### Alba
před Chilliwack
- 1967 The Collectors
- 1968 Grass & Wild Strawberries

Chilliwack
- 1970 Chilliwack 1st
- 1971 Chilliwack 2nd
- 1972 All Over You
- 1974 Riding High
- 1975 Rockerbox
- 1977 Dreams, Dreams, Dreams
- 1978 Lights from the Valley
- 1979 Breakdown in Paradise
- 1981 Wanna Be a Star
- 1982 Opus X
- 1983 Segue (kompilace)
- 1984 Look In Look Out
- 1994 Greatest Hits (kompilace)

### Singly - největší hity
- „Crazy Talk“ – 1974; nejvyšší umístění č. 13, 7/12/1974
- „Come on Over“ – 1975; nejvyšší umístění č. 12, 31/05/1975
- „Fly at Night“ – 1977; nejvyšší umístění č. 16, 25/06/1977
- „My Girl (Gone, Gone, Gone)“ – 1981; nejvyšší umístění č. 6, 14/11/1981
- „I Believe“ – 1982; nejvyšší umístění č. 11, 20/03/1982
- „Whatcha Gonna Do (When I'm Gone)“ – 1982; nejvyšší umístění č. 10, 11/12/1982